# ダニー・カリフ
ダニー・カリフ（Danny Califf 、1980年3月17日 - ）は、アメリカ合衆国・カリフォルニア州モントクレア出身の元プロサッカー選手。元サッカーアメリカ合衆国代表。現役時代のポジションはDF。

## 経歴

### クラブ
2000年のMLSスーパードラフトでロサンゼルス・ギャラクシーに1位指名され入団。
2005年シーズン前、金銭トレードでサンノゼ・アースクエイクスに移籍。
2006年、オールボーBKに移籍。
2009年12月、フィラデルフィア・ユニオンに加入。
2012年5月、チーヴァスUSAに移籍。
2012年12月、トロントFCに加入。
2013年7月、現役引退を表明。

### 代表
年代別の主要大会では1997 FIFA U-17世界選手権、1999 FIFAワールドユース選手権、2000年シドニーオリンピックに参加した。
2002年1月の韓国戦でフル代表初キャップ。2004年3月のハイチ戦で初ゴール。

## タイトル

### 代表
- CONCACAFゴールドカップ (2): 2002, 2005

### クラブ
ロサンゼルス・ギャラクシー
- CONCACAFチャンピオンズカップ (1): 2000
- USオープンカップ (1): 2001
- MLSカップ (1): 2002
- サポーターズ・シールド (1): 2002
- MLSウェスタン・カンファレンス (1): 2002

サンノゼ・アースクエイクス
- サポーターズ・シールド (1): 2005

オールボーBK
- デンマーク・スーペルリーガ (1): 2007–08

### 個人
- MLSベストイレブン: 2005